# Imperi de Trebisonda
L'Imperi de Trebisonda (1204 al 1461) fou un estat creat al mateix temps que la conquesta dels croats de Constantinoble, però que no en va ser una conseqüència. Per la seva fundació va comptar amb el suport de Geòrgia. Tan bon punt van tenir notícia de la caiguda de la capital romana d'Orient, l'emperador de Trebisonda, no va reconèixer el nou estat anomenat Imperi Llatí i es van considerar els successors legítims de l'antic Imperi Romà d'Orient. En això van entrar en conflicte amb les aspiracions del recent creat Imperi de Nicea. Quan Miquel VIII Paleòleg va conquerir Constantinoble, els emperadors de Trebisonda van haver d'abandonar el títol d'emperador i autòcrata dels romans (que havien fet servir els emperadors romans d'Orient) i substituir-lo pel d'emperador i autòcrata de tot l'est, els iberis i les províncies de més enllà [del mar].
El territori de l'Imperi de Trebisonda s'allargava per la costa sud de la mar Negra i la seva principal font econòmica eren els ingressos procedents de les taxes imposades als comerciants, la major part italians. La moneda oficial, l'asper, va ser molt encunyada durant el regnat de Manuel I el Gran, però es va anar devaluant en els darrers anys. L'imperi va arribar a la seva màxima esplendor cultural amb la creació d'una escola d'astronomia per part del prestigiós Gregori Coniades.
La sobirania dels emperadors de Trebisonda va durar poc, ja que el 1230 el xa Jalal-ad-din els va sotmetre a vassallatge. El domini imperial va entrar en conflicte també amb les ambicions els oghuz dels quals també en va ser un estat vassall. Els otomans van ser els següents a cobejar aquest territori i, amb les conquestes de Mehmed II va quedar absorbit dins l'Imperi Otomà.